# Caspar Max Brosius

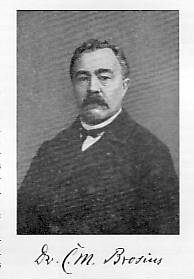
Caspar Max Brosius

Caspar Max Brosius (* 12. Juni 1825 in Burgsteinfurt, Westfalen; † 17. Februar 1910 in Bendorf) war ein deutscher Arzt und Psychiater.

## Leben
Caspar Maximilian Brosius war der Sohn des Kreisphysikus in Burgsteinfurt. Nach Besuch des Gymnasiums in Münster studierte er in Greifswald und Bonn Medizin, promovierte 1848 De hebetudine animi (Über den Stumpfsinn der Seele) und praktizierte dann zunächst in Burgsteinfurt. 1855 wurde er Assistenzarzt am 1848 von Adolph Albrecht Erlenmeyer gegründeten „Asyl für Gehirn- und Nervenkranke“ in Bendorf bei Koblenz. Am 1. Juli 1857 eröffnete Brosius dort selbst eine psychiatrische Anstalt, die er 1863 und 1878 um zwei Pensionate für nervenkranke Frauen erweiterte.
„Bei der Behandlung seiner Kranken ging er von dem menschenfreundlichen, damals aber noch wenig Anklang findenden Gedanken aus, die äußeren Verhältnisse der Kranken möglichst denen der Gesunden, ihren Gewohnheiten entsprechend, gleichzustellen.“ – so charakterisierte Peretti die Arbeit von Brosius, den er persönlich kannte. Selbst unheilbar Kranke lebten mit den gesunden Bewohnern der Häuser einschließlich der Familie Brosius, soweit dies irgend möglich war, zusammen. Sein Grundsatz: „Küche und Keller sind in der Anstalt weit wichtiger als die Apotheke.“ Auf der Naturforscher-Versammlung 1865 in Hannover stellte Brosius dieses „familiäre System“ in einem Vortrag vor, nachdem er sich schon 1858 vor der psychiatrischen Sektion der Naturforscher-Versammlung in Karlsruhe für das „No-restraint“-System eingesetzt hatte. Mit der Übersetzung von John Conollys „Treatment of the insane without mechanical restraints“ (1856, deutsch 1859) übte er großen Einfluss auf die Humanisierung der Psychiatrie in Deutschland aus.
Seit Gründung der Zeitschrift Der Irrenfreund 1859 durch Friedrich Koster arbeitete Brosius an der Zeitschrift als Redakteur mit, seit 1878 als alleiniger Redakteur. 1883 berichtete er dort über 25 Jahre Arbeit in seiner Heilanstalt in Bendorf, deren Leitung er erst 1897 abgab. Nach mehreren vergeblichen Anläufen gelang ihm 1900 in der preußischen Rheinprovinz die Gründung eines Hilfsvereins für Geisteskranke.

## Werke
- John Conolly: Die Behandlung der Irren ohne mechanischen Zwang. Deutsch mitgetheilt von Dr. C.M. Brosius. Lahr, 1860 (Digitalisat)
- Der Irrenfreund. – Jubiläumsschrift zum 25-jährigen Bestehen der Brosiusschen Heilanstalten 1883